# Orfeó Granollerí

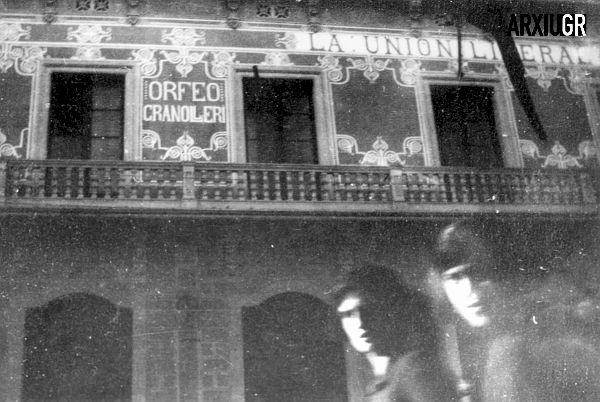
Seu de l'Orfeó Granollerí al local de la Unió Liberal. Joan Font. Arxiu Municipal de Granollers

L'Orfeó Granollerí va ser creat el 1915 per iniciativa de la Unió Liberal de Granollers. El 3 de juny d'aquell any se'n va aprovar el reglament i s'encarregà la direcció de la nova formació coral al mestre Martí Llobet Palaus. Una de les primeres accions impulsades per l'Orfeó, al costat de la Societat Coral Amics de la Unió, va ser promoure que es dediqués un carrer de Granollers a Anselm Clavé. Això va representar que la carretera principal fos batejada amb aquest nom que encara porta ara. A la premsa local de l'època hi hagué un intens debat entre les dues entitats sobre l'autoria inicial de la iniciativa.
El primer concert de l'Orfeó Granollerí va ser el dia 1 de gener de 1916. El disseny de l'estendard va ser encarregat a Alexandre de Riquer.

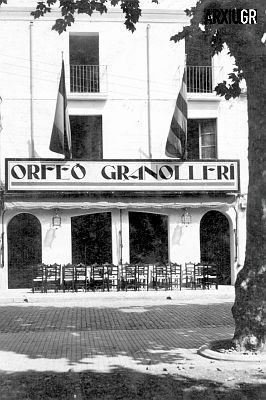
Local de l'Orfeó Granollerí escindit de la Unió Liberal, situat a la Plaça de la Corona. Joan Canal. Arxiu Municipal de Granollers

El 1918 hi va haver discussions internes de caràcter ideològic que van comportar que alguns membres de l'orfeó i el seu director Martí Llobet, que argumentaven sentir-se massa controlats per la junta de la Unió Liberal, deixessin l'entitat i creessin un nou orfeó granollerí en un altre local, amb el suport del Centre Catòlic i la societat La Alhambra. D'aquesta manera hi va haver, durant un breu període, dos grups corals anomenats Orfeó Granollerí: els qui s'havien escindit, dirigits pel mestre Llobet, i els que es quedaren a la Unió Liberal que serien dirigits a partir d'aquell moment pel mestre Aureli Font.
El 1932, des del mateix orfeó s'impulsà també la creació de l'Esbart Dansaire de Granollers.
Passada la Guerra Civil Espanyola, l'orfeó va seguir actiu fins a la seva dissolució del 12 de juny de 1943. No obstant, en la premsa local no es fa esment de cap activitat de l'entitat més tard de 1936.